# Свети Димитър (Вевчани)
Вижте пояснителната страница за други значения на Свети Димитър.
„Свети Димитър“ (на македонска литературна норма: „Свети Димитриј“), е късновъзрожденска църква в стружкото село Вевчани, Северна Македония. Църквата е част от Стружкото архиерейско наместничество на Дебърско-Кичевската епархия на Македонската православна църква – Охридска архиепископия.
Църквата е разположена северно от Вевчани, в местността Падарница в двор от 340 m2, близо до „Света Петка“. Изписана е в 1914 година от Соломон Николов от Битоля. Реновирана е в осемдесетте години на XX век.